# 九州労災病院
独立行政法人労働者健康安全機構九州労災病院（どくりつぎょうせいほうじんろうどうしゃけんこうあんぜんきこうきゅうしゅうろうさいびょういん）は、福岡県北九州市小倉南区にある、独立行政法人労働者健康安全機構が運営する病院。日本初の労災病院である。
2011年（平成23年）5月1日に、旧北九州空港跡地に移転した。

## 沿革
（この節の出典）
- 1949年（昭和24年）2月17日 - 労働省が日本初の労災病院として開設、10月より財団法人労災協会（のちに労働福祉事業団発足に伴い移管）に運営が委託される。
- 1957年（昭和32年）7月1日 - 九州労災病院門司分院（1954年5月1日発足）が門司労災病院（現：九州労災病院門司メディカルセンター）として開院。
- 1977年（昭和52年）12月21日 - 産業医科大学関連教育病院となる
- 2004年（平成16年）4月1日 - 独立行政法人に移行。
- 2007年（平成19年）4月 - 旧北九州空港跡地の一部約5haにおいて、移転新築工事着工。
- 2009年（平成21年）4月1日 - 地域医療支援病院承認
- 2011年（平成23年）5月1日 - 新病院開院。福岡県北九州市小倉南区葛原高松1丁目3番1号より現在地に移転。
- 2016年（平成28年）4月1日 - 「災害拠点病院、福岡県DMAT指定医療機関」指定
- 2020年（令和2年）4月1日 - 「地域がん診療連携拠点病院」指定

## 診療科
（この節の出典）
- 内科
- 消化器内科
- 循環器内科
- 脳神経内科
- 精神科
  - 勤労者メンタルヘルスセンター - 勤労者の不調の相談に応じるほか、職場でのメンタルヘルス研修や体制整備づくりの相談にも応じている[4]。
- 小児科
- 外科
- 整形外科 - 2017年度手術症例数 手術総数2474例[5]
- 脳神経外科
- 皮膚科・形成外科
- 泌尿器科
- 消化器外科
- 産婦人科
- 眼科 - 2016年度手術件数765件[6]
- 耳鼻咽喉科
- リハビリテーション科 - 総面積約1,400㎡のリハセンターを有する[7]。
- 放射線診断科
- 放射線治療科
- 麻酔科
- 歯科口腔外科

## 医療機関の認定
（下表の出典）
| 保険医療機関                             | 労災保険指定医療機関                                                         |
| 指定自立支援医療機関（更生医療）         | 指定自立支援医療機関（育成医療）                                             |
| 指定自立支援医療機関（精神通院医療）     | 身体障害者福祉法指定医の配置されている医療機関                               |
| 生活保護法指定医療機関                   | 難病の患者に対する医療等に関する法律(平成26年法律第50号)に基づく指定医療機関 |
| 原子爆弾被害者医療指定医療機関           | 原子爆弾被害者一般疾病医療取扱医療機関                                       |
| 母体保護法指定医の配置されている医療機関 | 地域医療支援病院                                                             |
| 災害拠点病院                             | 臨床研修病院                                                                 |
| DPC対象病院                              | 救急告示医療機関                                                             |
| 病院群輪番制参加医療機関                 |                                                                              |

- 災害拠点病院[8]、福岡県DMAT指定医療機関[9]
- 地域がん診療連携拠点病院[10]
- 地域医療支援病院[11]

- 公益財団法人日本医療機能評価機構認定病院(3rdG:Ver.2.0(2回目,2019年7月12日認定,2023年10月31日認定有効期限))[12]。
- このほか、各種法令による指定・認定病院であるとともに、各学会の認定施設でもある。

## 併設施設
- 九州労災病院 勤労者リハビリテーション研究センター
- 九州労災病院治療就労両立支援センター
- 勤労者予防医療センター
- アスベスト疾患センター
  - かつては附属学校として「九州リハビリテーション大学校」があった。場所は変わらないものの、国による事業見直しに伴って学校法人東筑紫学園に譲渡されて同学園経営の専門学校となり、2011年度（平成23年度）より九州栄養福祉大学リハビリテーション学部に改組された。

## 交通アクセス
- JR日豊本線「下曽根駅」北口より徒歩10分[3]
- 西鉄バス「青葉車庫」発「下曽根駅北口」経由「九州労災病院」停留所下車（路線番号18）[3]
- 西鉄バス「行橋営業所」発「下曽根駅北口」経由「九州労災病院」停留所下車（路線番号19）[3]

## 医療事故
不正出血が続いた50歳代の女性が、同病院で悪性腫瘍の有無を調べるため細胞診検査を受け、陰性と診断されたが、実際は同日に受信した別の人物の検体と取り違えられており、実際は疑陽性だった。その後、女性は別の医療機関で診断を受けたところ陽性と判明し、再度同病院で検査を受けたところ、癌が進行しており、別の病院で手術を受けたものの2017年4月に死亡した。女性の遺族は、検体取り違えで癌が見落とされ死亡原因になったとして、同病院を相手取り福岡地方裁判所小倉支部に訴訟を起こしている。